# Norbert Pawlik
Norbert Pawlik (* 24. August 1932; † 30. September 1997) war ein deutscher Jurist und Richter am Amtsgericht Frankfurt am Main.

## Leben
Norbert Pawlik war der Sohn eines Landgerichtsrates, welcher später Vizepräsident des Frankfurter Oberlandesgerichts wurde. Er studierte acht Semester Rechtswissenschaft an der Johann Wolfgang Goethe-Universität Frankfurt am Main, war drei Jahre an den Gerichten in Usingen und Bad Vilbel Richter auf Probe und in Offenbach Verkehrsstrafrichter. Die von ihm als Ermittlungsrichter gefällten Entscheidungen erlangten teilweise überregionale Aufmerksamkeit.
Das Apartheidregime von Rhodesien unter Ian Smith hatte sich 1966 bei Giesecke & Devrient Banknoten drucken lassen. Pawlik lehnte es ab, einen Beschlagnahmebeschluss für 2,2 Tonnen druckfrischer Rhodesischer Pfund zu bestätigen und erteilte eine Freigabegenehmigung. Seiner Ansicht nach stünde es deutschen Richtern nicht zu, über völkerrechtliche Fragen wie etwa die Rechtmäßigkeit ausländischer Regierungen zu entscheiden.
Am letzten Tag der Frankfurter Buchmesse 1967, dem 18. Oktober, erschien er dort und ließ das Braunbuch: Kriegs- und Naziverbrecher in der Bundesrepublik. Staat, Wirtschaft, Armee, Verwaltung, Justiz, Wissenschaft beschlagnahmen. Zuvor hatte er bei der zuständigen Staatsanwaltschaft die Beschlagnahme des verbotenerweise eingeführten Buches angeregt, schließlich aber selbst einen Beschlagnahmebeschluss erlassen. Diesen hob das Landgericht auf Antrag der Staatsanwaltschaft am Folgetag auf, weil die von Pawlik behaupteten Voraussetzungen des § 165 der Strafprozeßordnung nicht vorlagen, insbesondere die zuständige Staatsanwaltschaft erreichbar war.
1967 ließ Pawlik aus der Novemberausgabe des englischsprachigen Playboy zwei Seiten sowie vom KPD-Programm alle Seiten beschlagnahmen.
1971 erließ er aufgrund von mitgeschnittenen Telefongesprächen 56 Haftbefehle, welche die Sonderkommission Eurogang gestellt hatte. Der Name Eurogang wurde Mitte der 1970 zu einem Krimititel aufgearbeitet.